# Scarabaeus festivus
Scarabaeus festivus är en skalbaggsart som beskrevs av Edgar von Harold 1868. Scarabaeus festivus ingår i släktet Scarabaeus och familjen bladhorningar.

## Underarter
Arten delas in i följande underarter:
- S. f. simoni
- S. f. nicolasi
- S. f. wellsi

## Bildgalleri

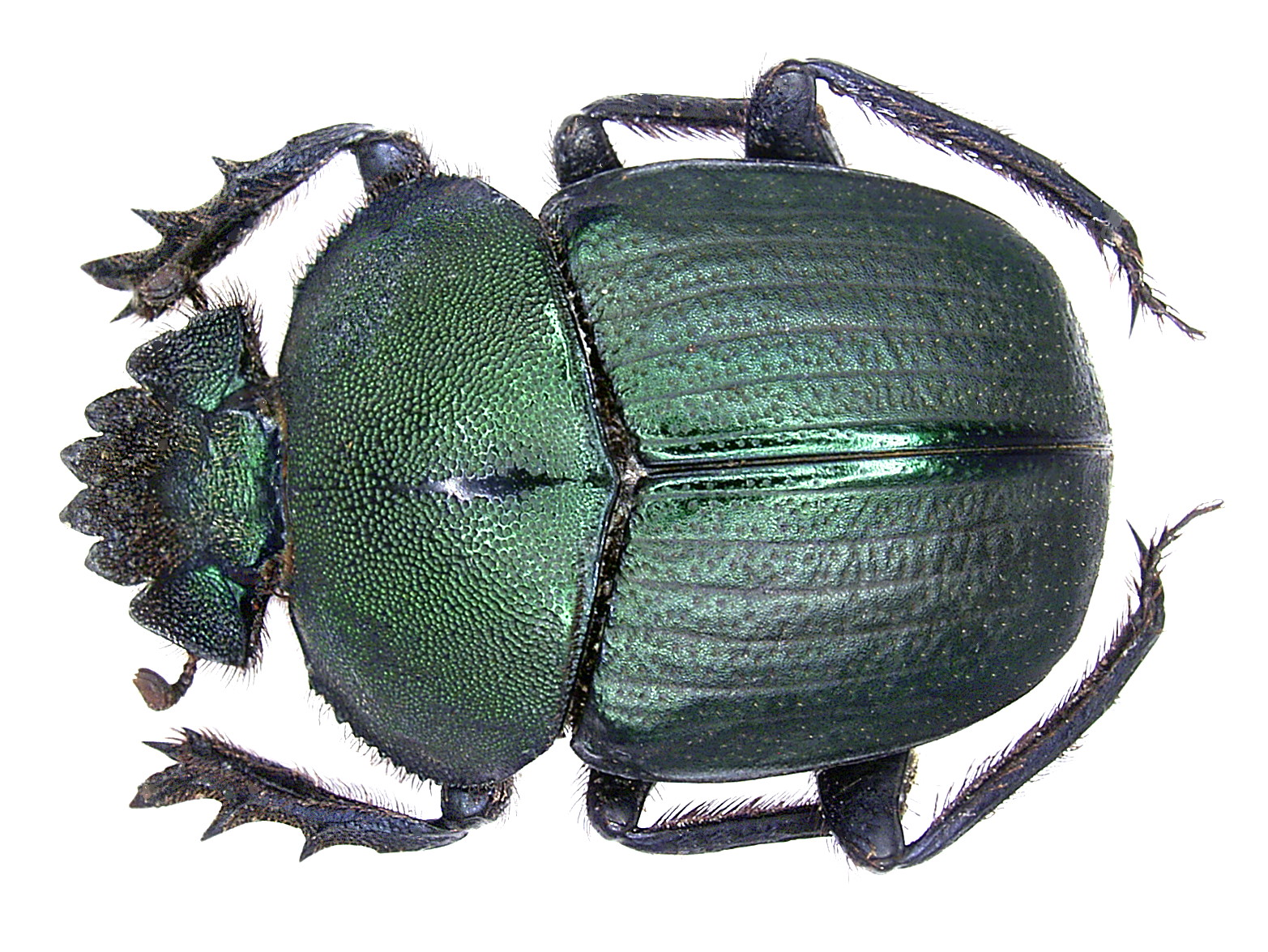